# Montodine
Montodine is een gemeente in de Italiaanse provincie Cremona (regio Lombardije) en telt 2279 inwoners (31-12-2004). De oppervlakte bedraagt 11,8 km², de bevolkingsdichtheid is 202 inwoners per km².

## Demografie
Montodine telt ongeveer 863 huishoudens. Het aantal inwoners steeg in de periode 1991-2001 met 2,3% volgens cijfers uit de tienjaarlijkse volkstellingen van ISTAT.
| Jaar | Inwoneraantal |
| ---- | ------------- |
| 1991 | 2168          |
| 2001 | 2217          |

## Geografie
Montodine grenst aan de volgende gemeenten: Bertonico (LO), Moscazzano, Ripalta Arpina, Ripalta Guerina.
Acquanegra Cremonese · Agnadello · Annicco · Azzanello · Bagnolo Cremasco · Bonemerse · Bordolano · Ca' d'Andrea · Calvatone · Camisano · Campagnola Cremasca · Capergnanica · Cappella Cantone · Cappella de' Picenardi · Capralba · Casalbuttano ed Uniti · Casale Cremasco-Vidolasco · Casaletto Ceredano · Casaletto Vaprio · Casaletto di Sopra · Casalmaggiore · Casalmorano · Castel Gabbiano · Casteldidone · Castelleone · Castelverde · Castelvisconti · Cella Dati · Chieve · Cicognolo · Cingia de' Botti · Corte de' Cortesi con Cignone · Corte de' Frati · Credera Rubbiano · Crema · Cremona · Cremosano · Crotta d'Adda · Cumignano sul Naviglio · Derovere · Dovera · Drizzona · Fiesco · Formigara · Gabbioneta-Binanuova · Gadesco-Pieve Delmona · Genivolta · Gerre de' Caprioli · Gombito · Grontardo · Grumello Cremonese ed Uniti · Gussola · Isola Dovarese · Izano · Madignano · Malagnino · Martignana di Po · Monte Cremasco · Montodine · Moscazzano · Motta Baluffi · Offanengo · Olmeneta · Ostiano · Paderno Ponchielli · Palazzo Pignano · Pandino · Persico Dosimo · Pescarolo ed Uniti · Pessina Cremonese · Piadena · Pianengo · Pieranica · Pieve San Giacomo · Pieve d'Olmi · Pozzaglio ed Uniti · Quintano · Ricengo · Ripalta Arpina · Ripalta Cremasca · Ripalta Guerina · Rivarolo del Re ed Uniti · Rivolta d'Adda · Robecco d'Oglio · Romanengo · Salvirola · San Bassano · San Daniele Po · San Giovanni in Croce · San Martino del Lago · Scandolara Ravara · Scandolara Ripa d'Oglio · Sergnano · Sesto ed Uniti · Solarolo Rainerio · Soresina · Sospiro · Soncino · Pizzighettone · Spinadesco · Spineda · Spino d'Adda · Stagno Lombardo · Ticengo · Torlino Vimercati · Tornata · Torre de' Picenardi · Torricella del Pizzo · Trescore Cremasco · Trigolo · Vaiano Cremasco · Vailate · Vescovato · Volongo · Voltido
1. ↑  https://demo.istat.it/?l=it.